# Округ Лаример (Колорадо)
Лаример (енгл. Larimer County) је округ у америчкој савезној држави Колорадо. По попису из 2010. године број становника је 299.630. Седиште округа је град Форт Колинс.

## Демографија
Према попису становништва из 2010. у округу је живело 299.630 становника, што је 48.136 (19,1%) становника више него 2000. године.
| Група             | 2000.           | 2010.           |
| Белци             | 220.159 (87,5%) | 253.047 (84,5%) |
| Афроамериканци    | 1.650 (0,7%)    | 2.500 (0,8%)    |
| Азијати           | 3.917 (1,6%)    | 5.800 (1,9%)    |
| Хиспаноамериканци | 20.811 (8,3%)   | 31.628 (10,6%)  |
| Укупно            | 251.494         | 299.630         |